# Crateri di 25143 Itokawa
Segue una lista dei crateri d'impatto presenti sulla superficie di 25143 Itokawa. La nomenclatura di 25143 Itokawa è regolata dall'Unione Astronomica Internazionale; la lista contiene solo formazioni esogeologiche ufficialmente riconosciute da tale istituzione.
I crateri di Itokawa portano i nomi di luoghi che ospitano o hanno ospitato strutture collegate all'astronomia o all'astronautica.
Sono tutti stati identificati durante il sorvolo ravvicinato della sonda Hayabusa, l'unica ad avere finora raggiunto Itokawa.

## Prospetto
| Cratere      | Eponimo | Latitudine | Longitudine | Diametro |
| ------------ | --- | ---------- | ----------- | -------- |
| Catalina     | Monti Santa Catalina - Montagne a nord di Tucson in Arizona (USA) dove hanno sede due dei tre osservatori che partecipano al Catalina Sky Survey.        | 17° S      | 14° E       | 21 m     |
| Fuchinobe    | Fuchinobe - Località nella città di Sagamihara (Giappone), sede del polo universitario di Aoyama Gakuin.                                                 | 34° N      | 269° E      | 37 m     |
| Gando        | Gando - Ex-base di lancio spagnola a Gran Canaria, ora convertita nel locale aeroporto internazionale.                                                   | 76° S      | 205° E      | 2 m      |
| Hammaguira   | Hammaguir - Ex-base di lancio francese nel deserto del Sahara in Algeria.                                                                                | 18° S      | 205° E      | 28 m     |
| Laurel       | Laurel - Città del Maryland (USA) dove hanno sede l'Applied Physics Laboratory dell'Università Johns Hopkins.                                            | 1° N       | 162° E      | 22 m     |
| Kamisunagawa | Kamisunagawa - Città dell'isola di Hokkaidō in Giappone dove ha sede un impianto per i test di microgravità.                                             | 28° S      | 45° E       | 13 m     |
| Kamoi        | Kamoi - Località nella città di Yokohama in Giappone dova ha sede un impianto della NEC TOSHIBA Space Systems.                                           | 6° N       | 244° E      | 8 m      |
| Komaba       | Komaba - Località di Tōkyō in Giappone dove aveva sede l'ISAS prima della fusione nell'Agenzia Spaziale Giapponese.                                      | 10° S      | 102° E      | 28 m     |
| Miyabaru     | Miyabaru - Base radar del centro spaziale di Uchinoura in Giappone.                                                                                      | 40° S      | 244° E      | 88 m     |
| San Marco    | Piattaforma San Marco - L'ex-piattaforma petrolifera usata come base di lancio nel Centro spaziale Luigi Broglio a 32 km dalla costa di Malindi (Kenya). | 28° S      | 319° E      | 3 m      |